# 南都繁会图卷
南都繁会图卷又稱南都繁会景物图卷、南都繁会图，是明朝後期一幅以南京為背景的絹本繪畫（風俗畫）。該繪畫長350厘米，寬44釐米。該畫託名作者是仇英。該繪畫上有「明人画南都繁会景物图卷」、「实父仇英制」、「常熟翁氏旧藏」等文字。由於畫作水平不如仇英的傳世作品，學界普遍認為該畫作不是仇英作品，甚至有觀點認為該畫作可能是清朝初年創作。

南都繁会图卷从右向左依次大体可分为乡野、街市、朝堂三个单元。画面中有南京城郊的农田庐舍、南市街、北市街、店铺、行人、车马、皇宫、一百零九个商店招牌、1000余个人物、4条河流、9条道路、5座桥梁、30余栋建筑、19只船舶等場景。該畫現在由中國國家博物館收藏。